# Lodewijk van Navarra
Lodewijk van Navarra (Apulia, 1340 - Durrës, 1376) was een Frans-Spaanse prins.
Lodewijk van Navarra was hertog van Navarra en graaf van Beaumont-le-Roger. Hij was de derde zoon uit het huwelijk van koning Filips III van Navarra en Johanna II van Navarra.
Zijn broer Karel II van Navarra maakte hem opperbevelhebber van Navarra in 1353 en in 1356 heer van Anet.
Lodewijk hielp tijdens de Honderdjarige Oorlog zijn broer in de strijd tegen Karel V van Frankrijk.
In 1358 trouwde hij met María van Lizarazu, maar dit huwelijk werd later ongeldig verklaard. In november 1365 verloofde hij zich met Johanna van Durazzo, dochter van Karel van Sicilië en Durazzo. Op 19 juni 1366 trouwde hij met Johanna. Door dit huwelijk verkreeg hij het recht op het hertogdom Durazzo en de troon van Albanië.
Lodewijk reisde met een aanzienlijke troepenmacht naar Napels, van plan om Durazzo, in het Albanees Durrës, te heroveren dat in 1368 door de Albanezen onder leiding van Karel Thopia was veroverd.  Over de expeditie is weinig bekend. Waarschijnlijk werd Albanië door Lodewijk in 1376 veroverd, maar de vorst stierf tijdens of vlak na de strijd om Durrës.
Na zijn dood trouwde Johanna met Robert IV van Artesië.

## Nageslacht
UIt het huwelijk met Johanna van Durazzo werden geen kinderen geboren.
Prins Lodewijk kreeg vier kinderen uit zijn relatie met María:
- Johanna van Beaumont (1359-)
- Karel van Beaumont (1361-1432)
- Tristan van Beaumont
- Andrea van Navarra